# Rašip Veli
Rašip Veli je nenaseljeni otočić u hrvatskom dijelu Jadranskog mora.Visok je 64 metra i smješten je između otoka Piškere i Mane zajedno s otocima Rašipićem i Rašipom Malim. Na tom je otoku kruna(strmac) dugačka gotovo 1100 metara i visoka 62 metra. Jedna od stijena ima oblik ljudske glave zbog čega je posebno zanimljiva posjetiteljima.
Njegova površina iznosi 0,258 km². Dužina obalne crte iznosi 3,82 km.